# ستيوارت غراهام (ممثل)
ستيوارت غراهام (بالإنجليزية: Stuart Graham)‏ هو ممثل بريطاني وأيرلندي، ولد في 31 مايو 1967 ببلفاست في المملكة المتحدة.

## أعمال

### أفلام
- (1996) مايكل كولنز[3]
- (2008) جوع[4][5]
- (2011) سمكري خياط جندي جاسوس
- (2017) الأجنبي

### مسلسلات
- السقوط

## وصلات خارجية
- ستيوارت غراهام على موقع IMDb (الإنجليزية)
- ستيوارت غراهام على موقع قاعدة بيانات الأفلام العربية
- ستيوارت غراهام على موقع ألو سيني (الفرنسية)
- ستيوارت غراهام على موقع أول موفي (الإنجليزية)
- ستيوارت غراهام على موقع قاعدة بيانات الأفلام السويدية (السويدية)
- ستيوارت غراهام على موقع قاعدة بيانات الفيلم (الإنجليزية)
- ستيوارت غراهام على موقع كينوبويسك (الروسية)